# Półwysep

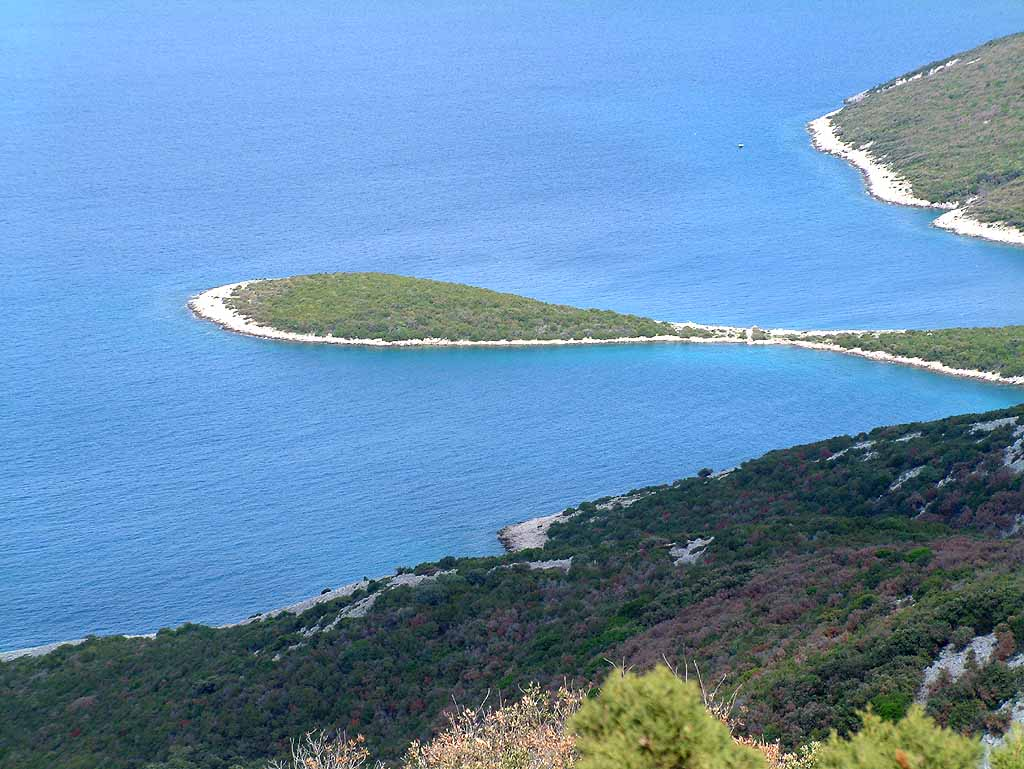
Półwysep na wyspie Mali Lošinj, Chorwacja

Półwysep – część lądowej powierzchni Ziemi wysunięta w stronę zbiornika wodnego (np. morza lub jeziora), otoczona z trzech stron wodą. Miejsce, w którym półwysep łączy się z główną częścią lądu nazywane jest jego nasadą, a miejsce najdalej wysunięte w wodę to przylądek. Wąski, ale niezbyt duży półwysep nazywany jest cyplem. Wyróżniamy m.in. półwyspy pierwszorzędne (połączone nasadą bezpośrednio z pniem lądowym) i półwyspy podrzędne (będące częścią innego półwyspu). 

## Największe półwyspy świata
| Lp. | Nazwa półwyspu        | Powierzchnia (km²) | Kontynent        |
| --- | --------------------- | ------------------ | ---------------- |
| 1   | Półwysep Arabski      | 2 780 000          | Azja             |
| 2   | Półwysep Indochiński  | 2 300 000          | Azja             |
| 3   | Półwysep Indyjski     | 2 100 000          | Azja             |
| 4   | Labrador              | 1 430 000          | Ameryka Północna |
| 5   | Półwysep Skandynawski | 800 000            | Europa           |
| 6   | Półwysep Somalijski   | 750 000            | Afryka           |
| 7   | Półwysep Iberyjski    | 580 000            | Europa           |
| 8   | Azja Mniejsza         | 500 000            | Azja             |
| 9   | Półwysep Bałkański    | 470 000            | Europa           |
| 10  | Tajmyr                | 400 000            | Azja             |